# Taxi en Irlande
 (janvier 2019).
Si vous disposez d'ouvrages ou d'articles de référence ou si vous connaissez des sites web de qualité traitant du thème abordé ici, merci de compléter l'article en donnant les références utiles à sa vérifiabilité et en les liant à la section « Notes et références ».

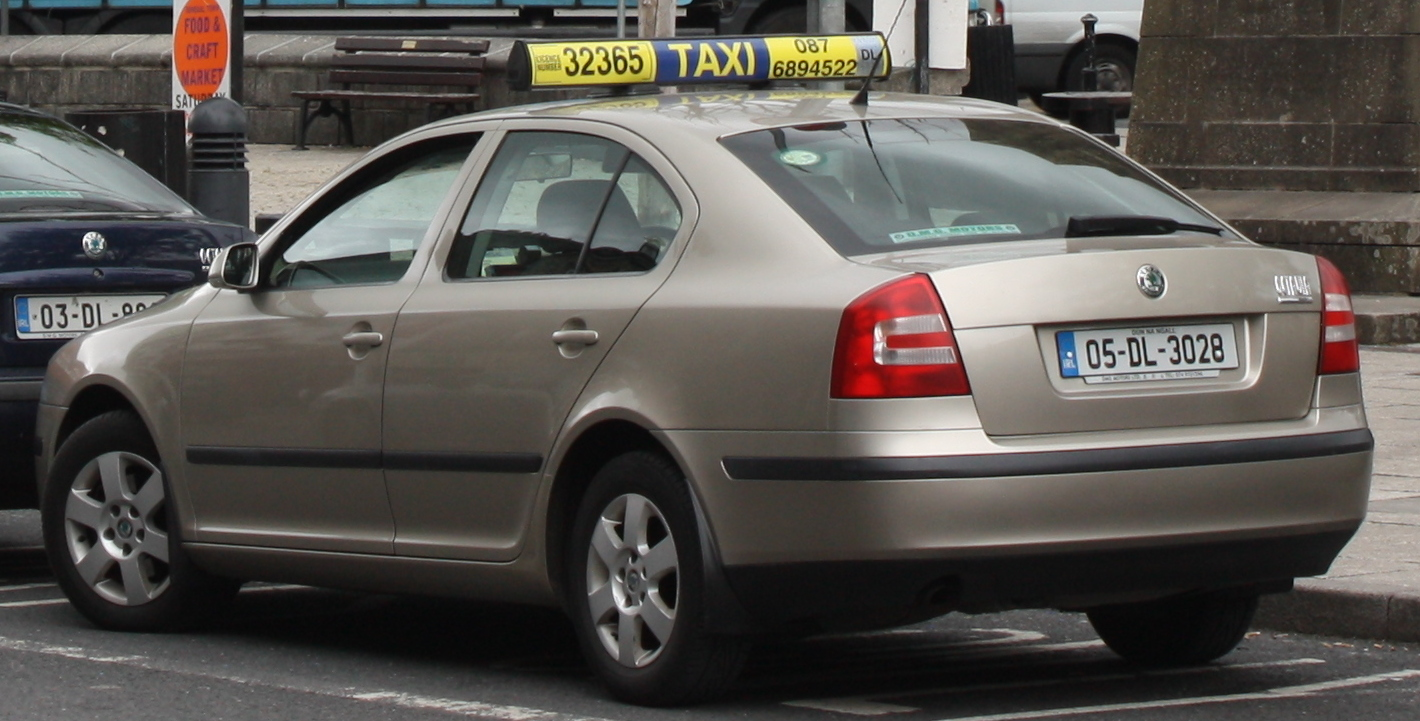
Taxi Skoda Octavia en Irlande.

En Irlande, le terme taxi est réservé aux véhicules qui peuvent venir chercher des passagers dans les rues et dont le tarif est déterminé au mètre. 
Le terme hackney est utilisé en Irlande pour désigner un service qui ne peut transporter que des passagers d'une destination pré-réservée (ou du bureau de la société de hackney) vers une autre destination, similaire à un minicab au Royaume-Uni. Ces véhicules sont signalés par une petite plaque jaune au-dessus de la plaque d'immatriculation jaune avec le mot Hackney et les informations du permis. Ils fonctionnent normalement pour un tarif convenu.
Les taxis et les hackneys sont sous licence de la National Transport Authority (NTA).

## Historique
Au XXe siècle le nombre de taxis était strictement limité et il était parfois nécessaire d'attendre plusieurs heures pour obtenir une voiture. En novembre 2000, le numerus clausus a été supprimé et le nombre de taxis s'est considérablement accru : de 2500 à plus de 10000 à Dublin qui compte ainsi trois fois plus de taxis par habitant que Londres. Dès lors, les conditions d'exercice de la profession sont devenues difficiles et les grèves se multiplient.

## Réglementation
Les véhicules de taxi ne doivent pas obligatoirement avoir une couleur particulière mais ils portent tous un signe distinctif sur le toit avec le numéro de licence bien en évidence, certains avec le mot irlandais TACSAÍ au lieu du mot TAXI habituel, ainsi que les autocollants portant une lettre ou des lettres reflétant le code de comté de la plaque d'immatriculation (par exemple, D = Dublin, MH = Meath, etc.) (pour la liste complète voir les plaques d'immatriculation des véhicules d'Irlande). En septembre 2006, un système national de tarification des taxis est mis en place afin que les redevances ne dépendent plus de la région du comté ou du conseil municipal et à partir de janvier 2013, un autocollant TAXI vert et bleu est requis sur les portes avant des véhicules. 

## Modèles
- Skoda Octavia